# Veronica Dunne
Veronica Louise Dunne (* 2. März 1995 in Malibu, Kalifornien) ist eine US-amerikanische Schauspielerin.

## Leben
Veronica Dunne stammt aus Südkalifornien, wo sie in einem einsamen Bauerngut aufwuchs. Im Alter von elf Jahren unterschrieb sie einen Vertrag mit einem Manager und begann an Castings teilzunehmen, insbesondere für den Disney Channel.
Ihren ersten Fernsehauftritt absolvierte sie 2008 in einer Folge der Sitcom Immer wieder Jim.
Sie erhielt einen Studienplatz für Schauspiel an der Carnegie Mellon University, verschob aber zunächst ihr Studium.
In der Disney-Serie Karate-Chaoten hatte sie 2014 eine wiederkehrende Rolle als Taylor inne.
Im selben Jahr wurde sie für eine Hauptrolle in der Agentenserie K.C. Undercover ausgewählt, wo sie Marisa, die beste Freundin der Agentin K.C. (Zendaya), spielt. Nahezu zeitgleich erhielt Dunne das Angebot für eine Rolle in dem Broadway-Musical Mamma Mia!, entschied sich jedoch für K.C. Undercover. 2016 übernahm sie in mehreren Folgen eine Sprechrolle in der Zeichentrickserie Star gegen die Mächte des Bösen.

## Filmografie
- 2008: Immer wieder Jim (According to Jim, Folge 7.14)
- 2009: Locker Love (Kurzfilm)
- 2009: Zack & Cody an Bord (The Suite Life on Deck, Folge 2.09)
- 2012: Austin & Ally (Folge 2.01)
- 2013: Our Wild Hearts (Fernsehfilm)
- 2014: A Woman Called Job
- 2014: Karate-Chaoten (Kickin' It, 3 Folgen)
- 2015–2018: K.C. Undercover (74 Folgen)
- 2016: Star gegen die Mächte des Bösen (Star vs. the Forces of Evil, Sprechrolle, 9 Folgen)
- 2017: K.9. Undercover
- 2018: The Ninth Passenger
- 2018: Love Daily (Folge 1.10)